# Elatostema polioneurum
Elatostema polioneurum är en nässelväxtart som beskrevs av Hallier f.. Elatostema polioneurum ingår i släktet Elatostema och familjen nässelväxter. Inga underarter finns listade i Catalogue of Life.